# Politolana haneyi
Politolana haneyi is een pissebed uit de familie Cirolanidae. De wetenschappelijke naam van de soort is voor het eerst geldig gepubliceerd in 2002 door Riseman & Brusca.